# Wolsdorf
Wolsdorf település Németországban, azon belül Alsó-Szászország tartományban. Lakosainak száma 928 fő (2023. december 31.).

## Népesség
A település népességének változása:
| Lakosok száma | 928  | 940  | 938  | 919  | 911  | 928  |
|               | 2016 | 2017 | 2019 | 2021 | 2022 | 2023 |